# نیروگاه برق آبی کامبامب
نیروگاه برق آبی کامبامب (به لاتین: Cambambe Hydroelectric Power Station) یک نیروگاه برقابی در آنگولا است که در استان کوانزای شمالی واقع شده‌است.